# Gilbert Roland
Gilbert Roland, pseudonimo di Luis Antonio Dámaso de Alonso (Ciudad Juárez, 11 dicembre 1905 – Los Angeles, 15 maggio 1994), è stato un attore messicano naturalizzato statunitense.

## Biografia

### Gli esordi nel cinema muto
C'è qualche discrepanza riguardo al suo luogo di nascita, poiché suo padre, il torero spagnolo Francisco Alonso, noto come "Paquiro II", dichiarò alla stampa che Gilbert nacque a Bilbao e che aveva la nazionalità spagnola. Altre fonti dicono che sia nato a Ciudad Juárez, Chihuahua, Messico.
Discendente da una famiglia di toreri da quattro generazioni, Luis Antonio Dámaso de Alonso era destinato a una carriera nell'arena. Dopo l'attacco alla città di Ciudad Juárez da parte dei rivoluzionari di Pancho Villa, nel 1911 la famiglia Alonso si trasferì negli Stati Uniti, stabilendosi a El Paso, dove Luis vide il suo primo film e si innamorò del cinema, marinando la scuola per passare il tempo ad assistere alle proiezioni cinematografiche locali.

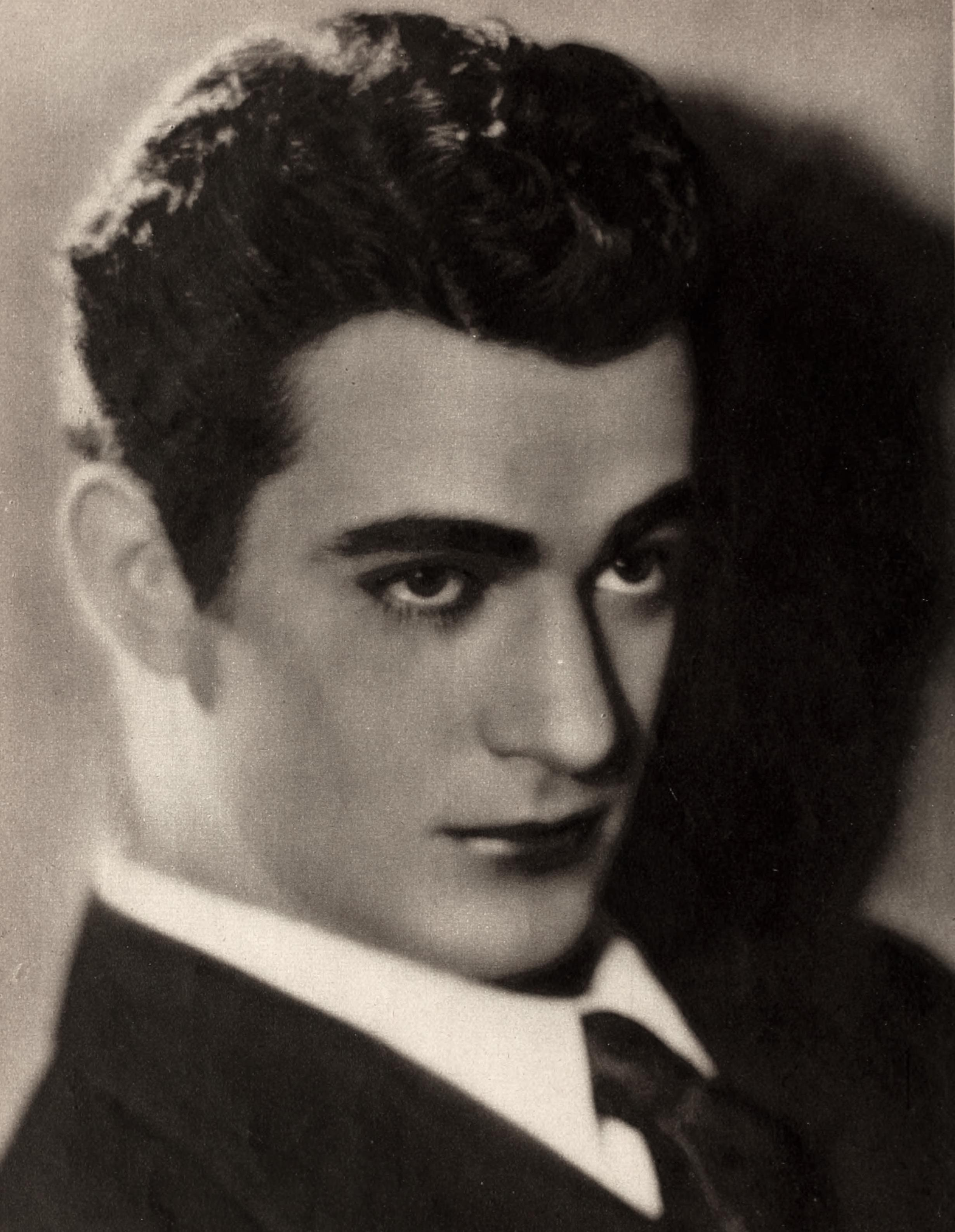
Gilbert Roland nel 1927

All'inizio degli anni venti si trasferì in California, dove iniziò a lavorare a Hollywood come "generico", favorito dall'aspetto fotogenico e dal fisico atletico e agile. Grazie alla reputazione della sua famiglia, il giovane Luis si assicurò il compito di assistente di Rodolfo Valentino, che interpretava il ruolo di un torero in Sangue e arena (1922). In omaggio a John Gilbert e a Ruth Roland, i suoi attori preferiti, Luis assunse quindi il nome d'arte di Gilbert Roland e apparve anche come controfigura di Ramón Novarro nel film The Midshipman (1925), iniziando a farsi conoscere quando, appena diciannovenne, recitò al fianco di Clara Bow nella commedia The Plastic Age (1925).
Roland fu un apprezzato interprete romantico durante l'era del muto, grazie ai lineamenti tenebrosi e all'aspetto da latin lover, messo in evidenza con il ruolo di Armand Duval nel film La signora dalle camelie (1926), che lo vide a fianco dell'attrice Norma Talmadge, con la quale ebbe una relazione e con la quale recitò anche nel film The Dove (1927).

### Il passaggio al sonoro

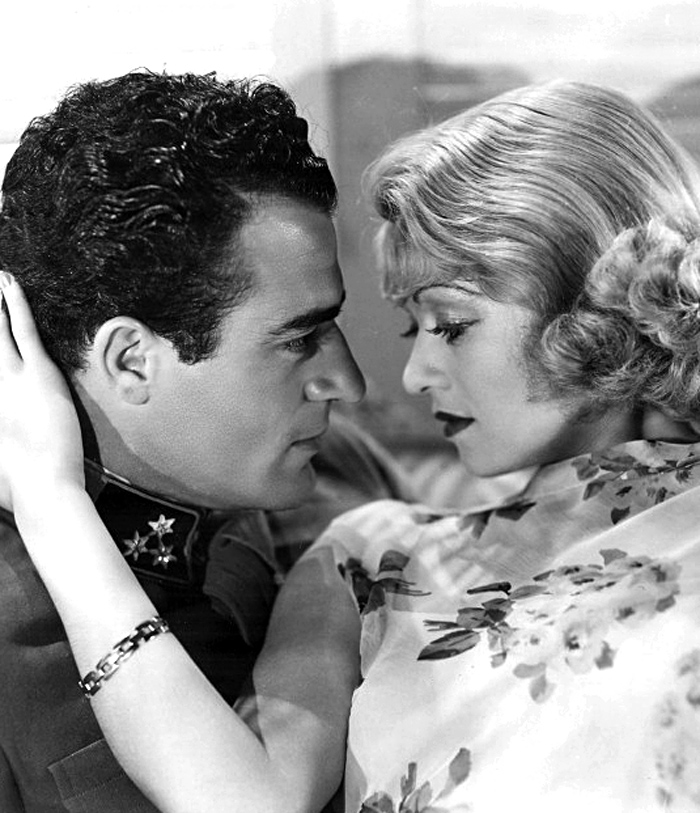
Gilbert Roland e Constance Bennett (foto pubblicitaria, 1933)

Il passaggio dal muto al sonoro, contrariamente a quanto accadde a diversi colleghi che videro le proprie carriere stroncate, non costituì un problema per Roland, il cui timbro di voce fu apprezzato nelle pellicole parlate.
Nel 1932 apparve nuovamente accanto a Clara Bow nel film Sangue ribelle (1932) e, l'anno successivo, recitò a fianco di Mae West nella commedia Lady Lou (1933), nella parte di Serge Stanieff, un gigolò russo. La capacità di parlare correntemente lo spagnolo gli consentì inoltre di lavorare a diverse pellicole girate sia in versione inglese che in lingua spagnola (come Men of the North, 1930), come era d'uso nelle produzioni hollywoodiane all'inizio degli anni trenta.
Tuttavia, nel corso del decennio, Roland ebbe rare occasioni di apparire in pellicole di qualità, limitandosi a lavorare in diversi B-movie. Riprese inoltre il ruolo di Armand Duval sul palcoscenico, recitando a fianco di Jane Cowl. Nel 1933 girò i film Our Betters (1933), diretto da George Cukor, e After Tonight (1933), entrambi a fianco dell'attrice Constance Bennett, con la quale ebbe una lunga relazione culminata con il matrimonio nel 1941.

### Gli anni quaranta
All'inizio del decennio, Roland ottenne ancora ruoli in pellicole minori, ad eccezione de Il conquistatore del Messico (1939) e Lo sparviero del mare (1940), dove duellò con Errol Flynn. In entrambi i film interpretò personaggi chiamati Lopez, confermando la destinazione al ruolo di latino, che fu una costante della sua carriera.
Divenuto cittadino statunitense nel 1942, e arruolato per due anni nella U.S. Army Force durante la seconda guerra mondiale, Roland tornò al cinema con il ruolo di Cisco Kid, novello Robin Hood del West, che interpretò tra il 1946 e il 1947 in sei pellicole di una celebre serie prodotta dalla Monogram. Ereditato il ruolo dai predecessori Duncan Renaldo e Cesar Romero Roland, profondamente affezionato al suo paese d'origine, diede di Cisco Kid un'interpretazione più lontana dallo stereotipo del messicano selvaggio, trasandato e poco educato. L'attore insistette per rappresentare una scena in cui Cisco Kid legge Shakespeare, fornendo l'inusuale ritratto di un bandito intellettuale e, al tempo stesso, la pistola più veloce del West.

### Il rilancio negli anni cinquanta

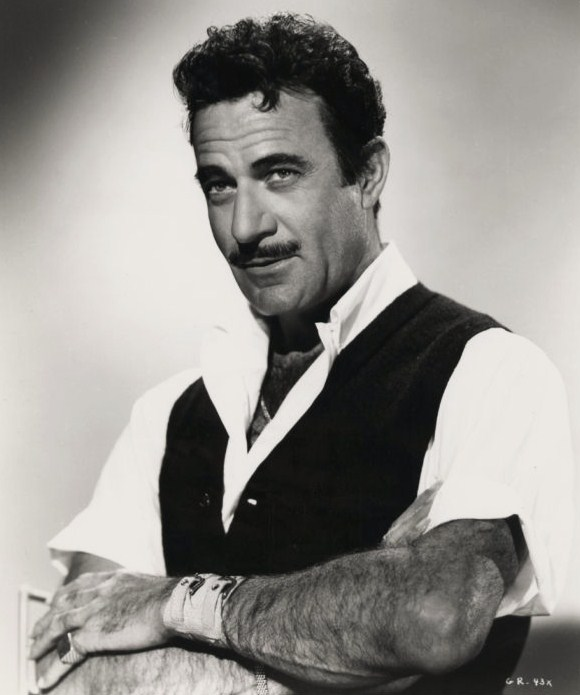
Gilbert Roland nel film La linea francese (1954)

Raggiunta la maturità, Roland interpretò ruoli più interessanti e la sua carriera riprese slancio tra la fine degli anni quaranta e l'inizio degli anni cinquanta. Anche la sua immagine acquistò nuovo fascino, rendendolo interprete ideale di personaggi avventurosi ed esotici. I bracciali di cuoio ai polsi, che aveva iniziato a portare per disturbi agli arti derivati dalla pratica del tennis, di cui era appassionato giocatore da anni, diventarono il suo tratto distintivo sullo schermo.
Apparve a fianco di John Garfield in Stanotte sorgerà il sole (1949) di John Huston, di Spencer Tracy e James Stewart in Malesia (1949), di Ramon Novarro e Antonio Moreno ne La rivolta (1950) di Richard Brooks, accanto a Cary Grant e José Ferrer e fu l'avventuroso e romantico partner di Barbara Stanwyck nel western Le furie (1950), diretto da Anthony Mann.
Nel 1951 ebbe l'occasione di interpretare il ruolo del torero, la sua professione mancata, nel film L'amante del torero, accanto a Robert Stack e Katy Jurado, impersonando il matador Manolo Estrada. L'anno successivo fu tra i componenti del cast del melodramma Il bruto e la bella (1952), diretto da Vincente Minnelli e ambientato nel mondo del cinema. L'interpretazione del divo latino Victor Ribera, detto "Gaucho", costituì un pezzo di bravura di Roland, che diede al personaggio l'ironia e l'eleganza di un divo diviso fra la passione per il ballo e per le donne, destinato a un tragico destino.
("Gaucho" nel film Il bruto e la bella)
Durante tutto il decennio lavorò intensamente in pellicole di diverso genere, dai drammi  Nostra Signora di Fatima  (1952), I miei sei forzati (1952), pellicola di ambiente carcerario diretta da Hugo Fregonese, ai film d'avventura quali La baia del tuono (1953), ancora diretto da Anthony Mann, in cui interpretò il ruolo di Teche Bossier, accanto a James Stewart; Tempeste sotto i mari (1953), nel ruolo del pescatore di spugne Mike Petrakis; La principessa di Mendoza (1954) con Olivia de Havilland; Destino sull'asfalto (1955) di Henry Hathaway, in cui interpretò il pilota automobilistico Dell'Oro, accanto a Kirk Douglas.
Il suo maturo fascino latino e la sua scanzonata eleganza furono impiegati anche nella commedia musicale La linea francese (1953), nei panni del playboy francese Pierre DuQuesne, dove l'attore ebbe come partner Jane Russell, con la quale lavorò anche nel successivo Il tesoro sommerso (1955) di John Sturges.

### Gli ultimi anni
Dopo Il grande sentiero (1964), diretto da John Ford, Roland ampliò la propria esperienza cinematografica partecipando a diversi spaghetti western quali Vado... l'ammazzo e torno (1967) e Quella sporca storia nel West (1968), diretti da Enzo G. Castellari, e Ognuno per sé (1968), diretto da Giorgio Capitani, e lavorando per diverse serie televisive quali Bonanza  (1966), Ai confini dell'Arizona (1971), nei panni di Don Domingo Montoya, Barnaby Jones (1974) e Cuore e batticuore (1980).
La sua ultima apparizione cinematografica risale al 1981 nel film Barbarosa di Fred Schepisi, a coronamento di una carriera che ha pochi eguali nella cinematografia, iniziata all'epoca del muto e protrattasi per quasi sessant'anni.

### Vita privata
Roland si sposò due volte: dall'unione con l'attrice Constance Bennett (che sposò nel 1941, dopo alcuni anni di fidanzamento, e da cui divorziò nel 1946), ebbe due figlie, Lorinda (nata nel 1938) e Christina Consuelo, detta Gyl (nata nel 1941). Nel 1954 si risposò con la ventinovenne messicana Guillermina Cantu, che gli fu accanto fino alla morte, avvenuta nel 1994, all'età di 88 anni, per un cancro alla prostata. Dopo i funerali, il corpo di Roland venne cremato e le ceneri disperse in mare.
Al pari dei personaggi di latin lover interpretati nella sua carriera, Roland fu un elegante e garbato seduttore anche nella vita privata. Gli furono attribuite diverse relazioni con attrici quali Clara Bow, Barbara La Marr, Bebe Daniels, Norma Talmadge (che per lui divorziò dal marito, il produttore Joseph Schenck, ma che poi lo lasciò per risposarsi con l'attore George Jessel), Greta Garbo. Popolare nell'ambiente del cinema per la professionalità sul set, l'attore fu benvoluto dai colleghi per la sua tranquilla personalità, che gli valse il soprannome di Amigo.

### Riconoscimenti
Gilbert Roland fu candidato due volte al Golden Globe, la prima per il film Il bruto e la bella (1952), e la seconda per ruolo di Dull Knife nel film Il grande sentiero (1964).
Per il suo contributo all'industria cinematografica, ha una stella in suo onore sulla Hollywood Walk of Fame, al 6730 di Hollywood Boulevard.

## Filmografia parziale

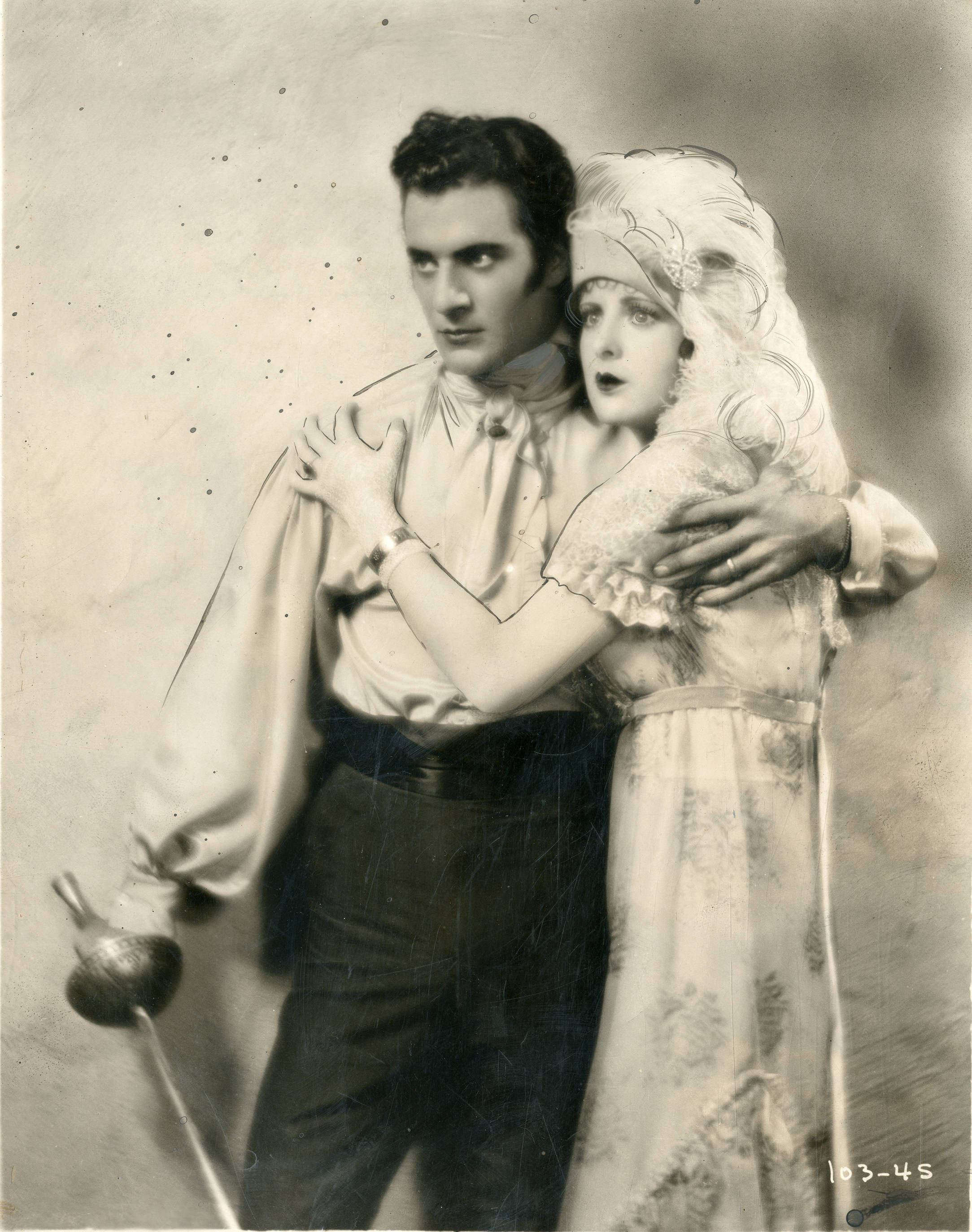
Gilbert Roland e Billie Dove nel film La creola della Luisiana (1927)

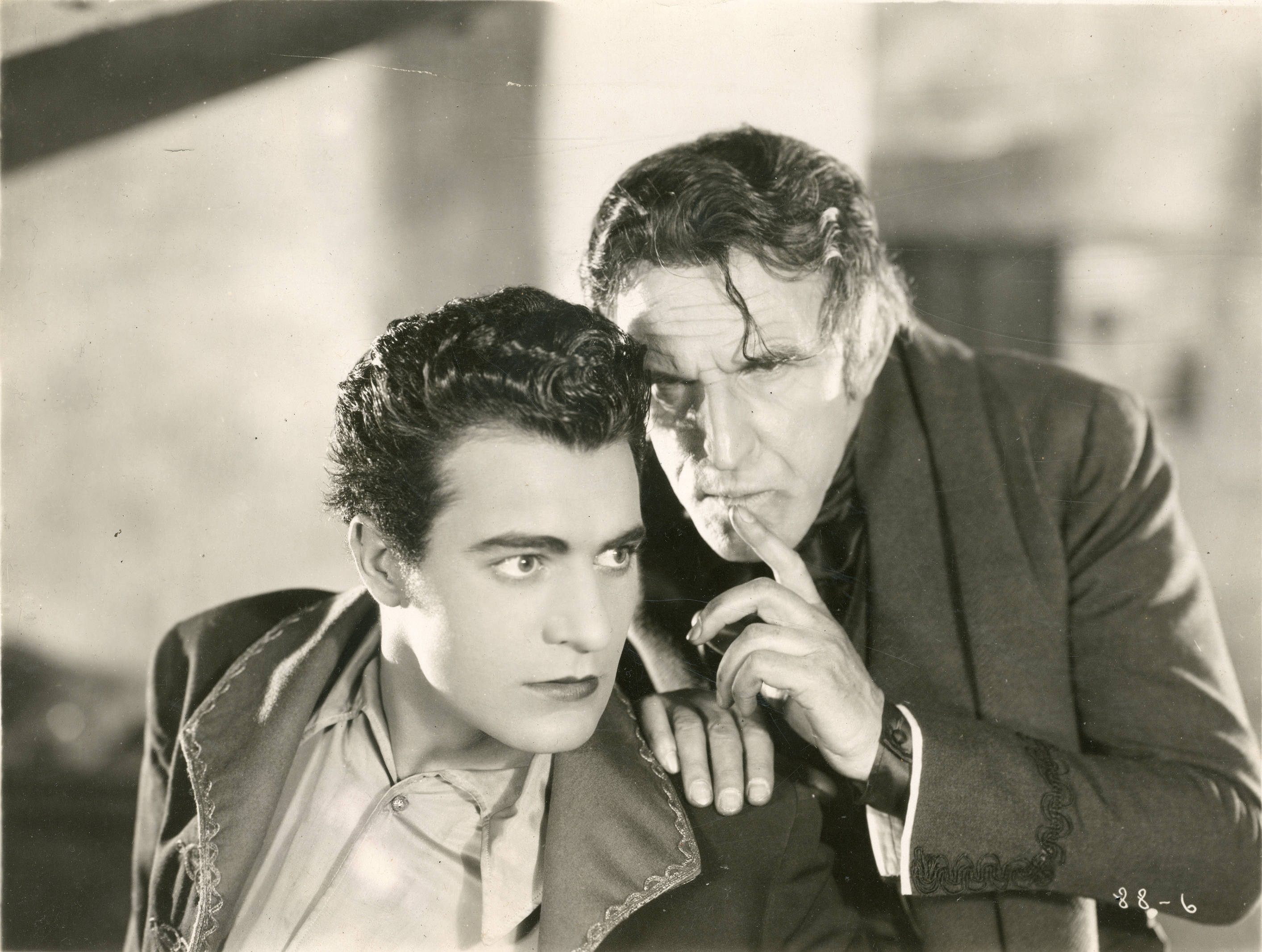
Gilbert Roland e un altro attore nel film Il cavaliere nero (1927)

### Cinema
- Il gobbo di Notre Dame (The Hunchback of Notre Dame), regia di Wallace Worsley (1923)
- Matador (The Spaniard), regia di Raoul Walsh (1925)
- Il mondo perduto (The Lost World), regia di Harry O. Hoyt (1925)
- The Lady Who Lied, regia di Edwin Carewe (1925)
- The Lawful Cheater, regia di Frank O'Connor (1925)
- The Plastic Age, regia di Wesley Ruggles (1925)
- The Campus Flirt, regia di Clarence G. Badger (1926)
- The Blonde Saint, regia di Svend Gade (1926)
- La signora dalle camelie (Camille), regia di Fred Niblo (1926)
- Il cavaliere nero (Rose of the Golden West), regia di George Fitzmaurice (1927)
- La creola della Luisiana (The Love Mart), regia di George Fitzmaurice (1927)
- The Dove, regia di Roland West (1927)
- La donna contesa (The Woman Disputed), regia di Henry King e Sam Taylor (1928)
- Notti di New York (New York Nights), regia di Lewis Milestone (1929)
- La Possession, regia di Léonce Perret (1929)
- Men of the North, regia di Hal Roach (1930)
- Chi la dura la vince (The Passionate Plumber), regia di Edward Sedgwick (1932)
- Sangue ribelle (Call Her Savage), regia di John Francis Dillon (1932)
- Our Betters, regia di George Cukor (1932)
- Lady Lou (She Done Him Wrong), regia di Lowell Sherman (1933)
- Dopo quella notte (After Tonight), regia di George Archainbaud (1933)
- La donna del mistero (Mystery Woman), regia di Eugene Forde (1935)
- The Last Train from Madrid, regia di James P. Hogan (1937)
- Gateway, regia di Alfred L. Werker (1938)
- Il conquistatore del Messico (Juarez), regia di William Dieterle (1939)
- Lo sparviero del mare (The Sea Hawk), regia di Michael Curtiz (1940)
- L'isola del destino (Isle of Destiny), regia di Elmer Clifton (1940)
- Gli avventurieri di Santa Marta (Rangers of Fortune), regia di Sam Wood (1940)
- My Life with Caroline, regia di Lewis Milestone (1942)
- Capitan Kidd (Captain Kidd), regia di Rowland V. Lee (1945)
- Senza ritorno (High Conquest), regia di Irwin Allen (1947)
- Orchidea bianca (The Other Love), regia di André De Toth (1947)
- La bella e il bandito (Beauty and the Bandit), regia di William Nigh (1947)
- I pirati di Monterey (Pirates of Monterey), regia di Alfred L. Werker (1947)
- Daniele fra i pellirosse (The Dude Goes West), regia di Kurt Neumann (1948)
- Stanotte sorgerà il sole (We Were Strangers), regia di John Huston (1949)
- Malesia (Malaya), regia di Richard Thorpe (1949)
- La rivolta (Crisis), regia di Richard Brooks (1950)
- Viva il generale José! (The Torch), regia di Emilio Fernández (1950)
- I 10 della legione (The Tall Men), regia di Willis Goldbeck (1951)
- Le furie (The Furies), regia di Anthony Mann (1951)
- L'amante del torero (Bullfighter and the Lady), regia di Budd Boetticher (1951)
- Il marchio del rinnegato (Mark of the Renegade), regia di Hugo Fregonese (1951)
- La strada dell'eternità (Glory Alley), regia di Raoul Walsh (1952)
- Nostra Signora di Fatima (The Miracle od Our Lady of Fatima), regia di John Brahm (1952)
- I miei sei forzati (My Six Convicts), regia di Hugo Fregonese (1952)
- L'assedio degli Apaches (Apache War Smoke), regia di Harold F. Kress (1952)
- Il bruto e la bella (The Bad and the Beautiful), regia di Vincente Minnelli (1952)
- La baia del tuono (Thunder Bay), regia di Anthony Mann (1953)
- Il diamante del re (The Diamond Queen), regia di John Brahm (1953)
- La linea francese (The French Line), regia di Lloyd Bacon (1953)
- Tempeste sotto i mari (Beneath the 12-Mile Reef), regia di Robert D. Webb (1953)
- La principessa di Mendoza (That Lady), regia di Terence Young (1955)
- Destino sull'asfalto (The Racers), regia di Henry Hathaway (1955)
- Il tesoro sommerso (Underwater!), regia di John Sturges (1955)
- Il tesoro di Pancho Villa (The Treasure of Pancho Villa), regia di George Sherman (1955)
- Il giro del mondo in ottanta giorni (Around the World in Eighty Days), regia di Michael Anderson (1956)
- I violenti (Three Violent People), regia di Rudolph Maté (1956)
- Bandido, regia di Richard Fleischer (1956)
- Mezzanotte a San Francisco (The Midnight Story), regia di Joseph Pevney (1957)
- Una storia del West (The Last of the Fast Guns), regia di George Sherman (1958)
- Il grande circo (The Big Circus), regia di Joseph M. Newman (1959)
- Il selvaggio e l'innocente (The Wild and the Innocent), regia di Jack Sher (1959)
- Tuoni sul Timberland (Guns of the Timberland), regia di Robert D. Webb (1959)
- Gli ammutinati di Samar (Samar), regia di George Montgomery (1962)
- Il grande sentiero (Cheyenne Autumn), regia di John Ford (1964)
- La taglia (The Reward), regia di Serge Bourguignon (1965)
- Il papavero è anche un fiore (The Poppy Is Also a Flower), regia di Terence Young (1966)
- Vado... l'ammazzo e torno, regia di Enzo G. Castellari (1967)
- Anche nel West c'era una volta Dio, regia di Marino Girolami (1968)
- Ognuno per sé, regia di Giorgio Capitani (1968)
- Sartana non perdona (Sonora), regia di Alfonso Balcázar (1968)
- Quella sporca storia nel West, regia di Enzo G. Castellari (1968)
- Il segno di Zorro (The Mark of Zorro), regia di Don McDougall (1974)
- Isole nella corrente (Islands in the Stream), regia di Franklin Schaffner (1977)
- Caboblanco, regia di J. Lee Thompson (1980)
- Barbarosa, regia di Fred Schepisi (1981)

### Televisione
- Climax! – serie TV, episodio 2x23 (1956)
- Westinghouse Desilu Playhouse – serie TV, episodio 2x06 (1959)
- The Dick Powell Show – serie TV, episodio 1x15 (1962)
- The Greatest Show on Earth – serie TV, episodio 1x04 (1963)
- Gunsmoke – serie TV, episodi 9x10-9x11 (1963)
- L'ora di Hitchcock (The Alfred Hitchcock Hour) – serie TV, episodio 1x27 (1963)
- Bonanza – serie TV, episodio 7x05 (1965)
- Garrison Commando (Garrison's Gorillas) – serie TV, episodio 1x01 (1967)
- Ai confini dell'Arizona (The High Chaparral) – serie TV, episodi 4x14-4x15 (1971)
- Kung Fu – serie TV, episodio 2x03 (1973)
- Barnaby Jones – serie TV, episodio 2x20 (1974)
- La perla nera (The Log of the Black Pearl), regia di Andrew V. McLaglen – film TV (1975)
- Cuore e batticuore (Hart to Hart) – serie TV, episodio 1x17 (1980)

## Doppiatori italiani
Nelle versioni in italiano dei suoi film, Gilbert Roland è stato doppiato da: 
- Emilio Cigoli in Le furie, La baia del tuono, Mezzanotte a San Francisco, Orchidea bianca, Il selvaggio e l'innocente, La strada dell'eternità
- Stefano Sibaldi in Il bruto e la bella, Destino sull'asfalto, Il tesoro sommerso, Il tesoro di Pancho Villa, Bandido, La linea francese
- Mario Pisu in La rivolta, Malesia, L'amante del torero, La principessa di Mendoza
- Gualtiero De Angelis in Il giro del mondo in ottanta giorni, Una storia del West, I miei sei forzati
- Renato Turi in Il grande circo, Vado... l'ammazzo e torno, Ognuno per sé
- Nino Pavese in Stanotte sorgerà il sole, Nostra signora di Fatima
- Bruno Persa in I violenti, Il grande sentiero
- Ennio Cerlesi in Il conquistatore del Messico
- Giuseppe Rinaldi in Quella sporca storia nel West
- Diego Michelotti in Anche nel West c'era una volta Dio
- Arturo Dominici in Caboblanco
- Saverio Moriones in Tempeste sotto i mari (ridoppiaggio)